# Robert Gifford, 1. Baron Gifford

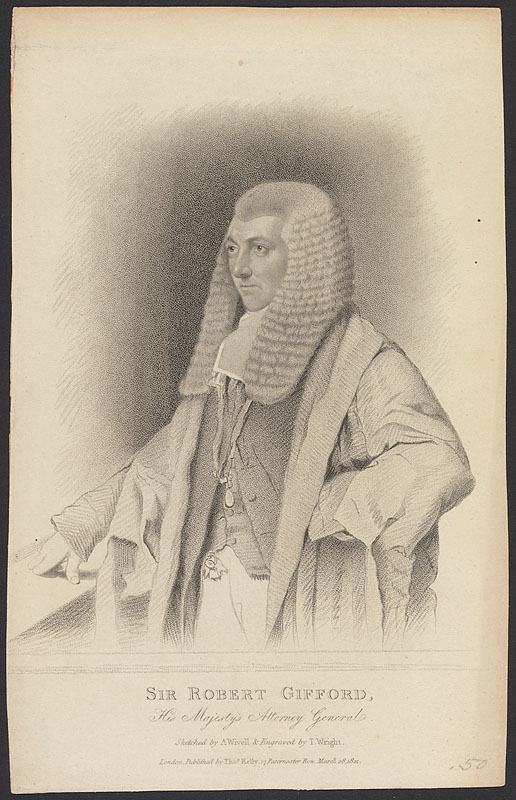
Robert Gifford, 1. Baron Gifford

Robert Gifford, 1. Baron Gifford PC (* 24. Februar 1779 in Exeter; † 4. September 1826 in Dover) war ein britischer Politiker und Jurist.

## Leben
Als Sohn des Lebensmittelhändlers Robert Gifford und dessen zweiter Ehefrau geboren, besuchte Gifford zunächst eine Privatschule. Später wechselte er an die Grundschule in Alphington (heute ein Stadtteil von Exeter). Schon in früh interessierte er sich für den Beruf des Rechtsanwalts und absolvierte seine Ausbildung zunächst bei einem Anwalt in Exeter. Nachdem in dessen Büro aber keine Stelle mehr für ihn frei war, wechselte Gifford 1800 an den Middle Temple Inn, wo er bei zwei erfahrenen Anwälten lernte. Nach Abschluss seiner Ausbildung bezog er 1803 ein eigenes Büro und bereitete mehrere Jahre als special pleader Schriftsätze für Gerichtsverfahren vor. Im Februar 1808 wurde Gifford als Anwalt zugelassen und spezialisierte sich auf Fälle des Property Law. Da er hier sehr erfolgreich war, wurde er bereits 1812 als Nachfolger von Vicary Gibbs auf die Stelle des Stadtrichters von Bristol berufen.
Am 6. April 1816 heiratete Gibbs Harriet Maria Drew, die Tochter des Pfarrers von Broadhembury in Devon. Aus der Ehe gingen sieben Kinder hervor. 1817 wurde er als Abgeordneter der Tory-Partei ins Parlament gewählt und am 9. Mai des Jahres zum Solicitor General von England und Wales ernannt. Im Zuge dessen erhob ihn Georg III. als Knight Bachelor in den niederen Adelsstand. Bei den Wahlen von 1818 gelang es Gifford erneut, ins Parlament einzuziehen. Im folgenden Jahr wurde er zum Attorney General ernannt. 1824 wurde, übernahm er die Stelle des Chief Justice of the Common Pleas und wurde zugleich Mitglied des Privy Council. Am 31. Januar 1824 erhob ihn Georg IV. als Baron Gifford, of St. Leonard in the County of Devon, in den höheren Adelsstand. Er wurde dadurch Mitglied des House of Lords. Von 1824 bis 1826 übte er das Amt des Master of the Rolls aus und war zugleich Stellvertreter des Lordkanzlers John Scott, 2. Earl of Eldon.
Gifford galt als dessen sicherer Nachfolger, verstarb aber am 4. September 1826 an Cholera. Sein Titel ging auf seinen Sohn Robert Francis über.